# Kray István
Krajovai és topolyai báró Kray István Miksa József (Lőcse, Szepes vármegye, 1887. december 18. – Budapest, 1967. június 21.) keresztény párti országgyűlési képviselő, a legitimizmus képviselője, 1931-től a Magyar Labdarúgó-szövetség (MLSZ) elnöke.

## Családja és származása
A köznemesi származású Kray család sarjaként született 1887-ben. Apja idősebb báró Kray István (1850-1932), a szegedi királyi Táblabíróság elnöke, anyja mérki Piller Margit (1863–1930) úrnő volt. Apai nagyszülei Kray Miksa (1815–1897), szepesi főjegyző és márkus és batizfalvi Máriássy Ottilia (1814–1890) voltak, akik Csontfalván laktak. Az anyai nagyszülei mérki Pillér József (1826–1881), 1848-as honvéd hadnagy, sárosi alispán, árvaszéki jegyző, és semsei Semsey Anna (1835–1899) voltak. A Kray család bárói ága 1852-ben kihalt, de báró Kray Pál (1735-1804) nagybátyjától, Kray Jakabtól származó nemesi ágat, idősebb Kray István személyében IV. Károly (1916–1918) 1918 április 19.-én báróságra emelte, és adományozta a család másik ágának a "krajovai és topolyai" nemesi előneveket.

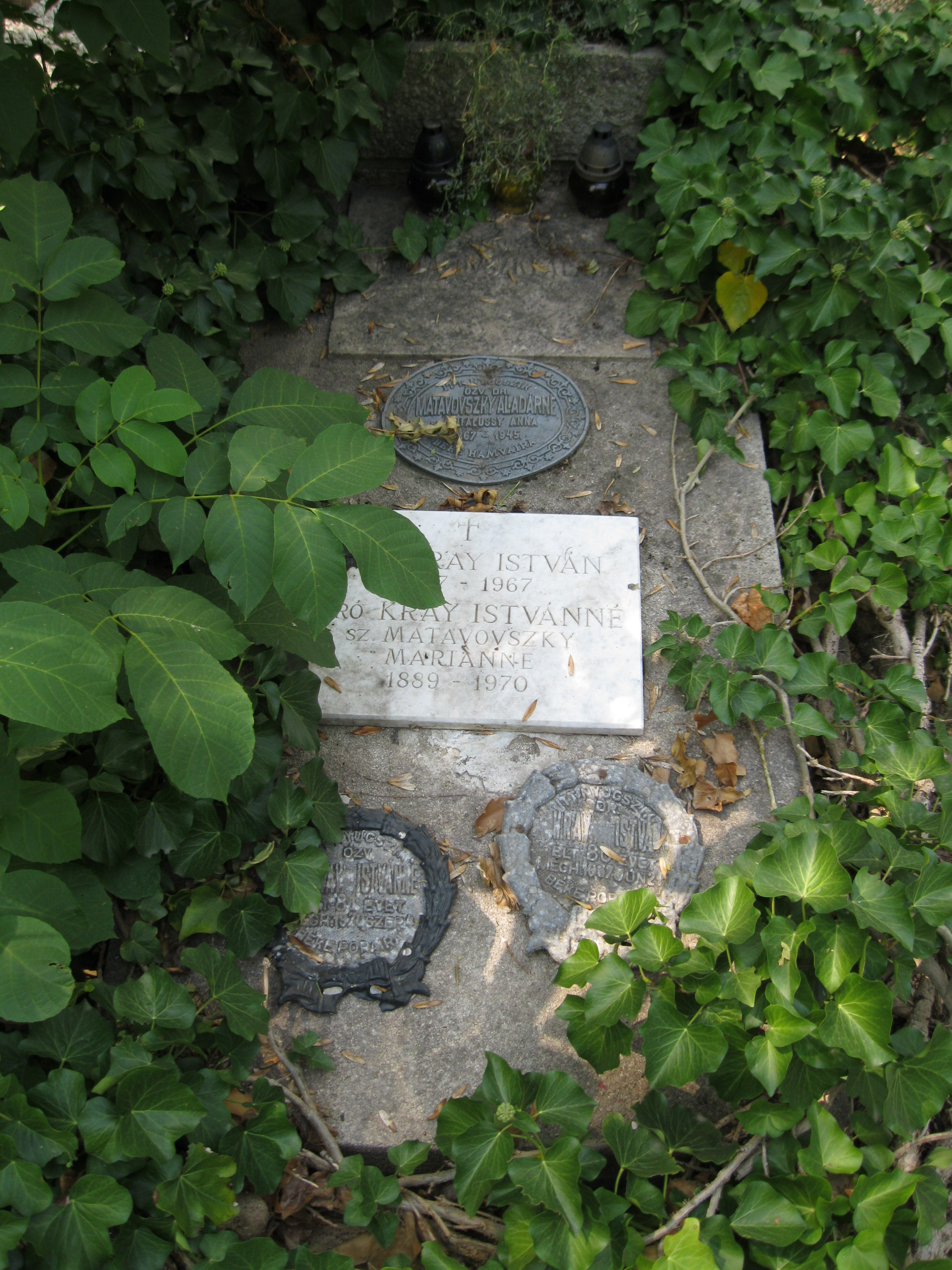
Sírja a Farkasréti temetőben

## Életpályája
1914-ben Bécsben előbb fogalmazó, majd titkár lett a kabinetirodán. Kray István a háborúban, a kiváló báró Kray Pál tábornagynak nevét viselő 67-ik gyalogezred tartalékos hadnagyaként vett részt és mint IV. Károly titkára, az ő kíséretében járta végig az összes frontokat. IV. Károlynak egyik legmeghittebb bizalmasa volt és hűséggel ki is tartott mellette a király száműzetése után is. 1923-ban a népjóléti minisztériumban osztálytanácsossá nevezték ki, de erről az állásáról lemondott, amikor 1926-ban boldogfai dr. Farkas Tiborral szemben a zalaegerszegi kerület képviselőjévé választották az Egységes Párt – hivatalosan: Keresztény Kisgazda-, Földmíves és Polgári Párt – programjával. Farkas Tibor többször emelte fel a hangját az akkori kormány ellen, a legitimista elveit és a király jogait védelmezve. A kormány számára, Kray egy sokkal rugalmasabb és könnyebben kezelhetőbb egyénnek bizonyult, és ezért a kormány őt támogatta Tiborral szemben. Bethlen István miniszterelnök beavatkozott; Zalaegerszegre utazott a választások első ciklusa előtt és beszédet tartott az Arany Bárány szálloda előtti téren, amellyel Krayt támogatta.
Röviddel utóbb újra választási harcban állott Farkas Tiborral, mert a közigazgatási bíróság megsemmisítette mandátumát, de ekkor is ő maradt a győztes. Legitimista meggyőződését pártjában is mindig hangoztatta s ebből a meggyőződéséből fakadt Gömbös Gyulának honvédelmi államtitkárrá való kinevezésekor (1928. szeptember) az az elhatározása, hogy kilép a pártjából, mert attól tartott, hogy Gömbös szerepe a kormányban a szabad királyválasztó irányzat felújítását jelenti. Mikor azonban ez aggodalma alaptalanságáról meggyőződött, visszatért ugyan a kormány táborába, de most már nem az egységes párthoz, hanem a keresztény gazdasági párthoz csatlakozott és ennek a programjával választották meg 1931-ben Zalaegerszeg képviselőjévé.

## Házassága és gyermekei
Lőcsén, 1912. április 3-án vette feleségül alsó- és felsőruzsbachi Matavovszky Marianne (Szepesszombat, 1889. május 27. – Budapest, 1970. szeptember 4.) kisasszonyt, akinek a szülei dr. Matavovszky Aladár (1859-1936), kúriai bíró és Újfalussy Anna voltak. A házasságukból három leány- és egy fiúgyermek született.

## MLSZ elnök
1931. januárban a Magyar Labdarúgó-szövetség (MLSZ) legutóbbi rendes közgyűlésén az egyesületeket reprezentáló alszövetségek összessége nagy lelkesedéssel hagyta ki az MLSZ új elnökségéből azokat, akik tüneményes gyorsasággal kerültek a díszes tisztségekbe és a közgyűlés a kihagyottakat kicserélte olyanokkal, akiknek működéséhez a futball több reménységet fűzhetett. Az elnöki tisztséget, melyet akkor Dréhr Imre töltött be, betölthetetlenül hagyták azzal a célzattal, hogy a magyar társadalombiztosítás felépülésében hatalmas munkát kifejtő, nagy elfoglaltságú elnök helyébe olyan elnököt válasszanak, aki a csaknem romokban heverő futballsport újjáépítése körül szerezzen nemcsak magának, hanem az új vezetőségnek is maradandó érdemeket. A választás nagyszerűen sikerült. Az elnökválasztó közgyűlésen az MLSZ egyhangú lelkesedéssel választotta elnökké báró Kray Istvánt (1930-1932), az eddigi társelnököt. Kray István személyében a MLSZ a sportért lelkesedő, szolgálatkész, agilis és a sporttársadalom minden rétegében szeretetnek örvendő, őszinte és nyíltszívű elnököt kapott, aki bizonyára meg fogja oldani azokat a nehéz problémákat, amelyek megvalósítása elődeinek nem sikerült.

## Művei
- A Kabinetiroda szolgálatában a világháború alatt. Epizódok és jellemképek I. Ferenc József és IV. Károly királyokról; szerzői, Bp., 1935
- Nikodémus. Elbeszélés Krisztus urunk korából; Korda, Bp., 1941

## Kitüntetései, elismerései
- Az aranygyapjas rend címernöke, a II. polgári hadi érdemkereszt, a polgári érdemrend tulajdonosa. A bajor Szent Mihály és a porosz Korona-rend lovagkeresztese.
- A szász Albrecht- és a würtembergi Korona-rend, valamint a II. o. Vaskereszt tulajdonosa.